# David F. Friedman
Pour les articles homonymes, voir David Friedman.
David F. Friedman (né le 24 décembre 1923 à Birmingham, Alabama et mort le 14 février 2011) est un acteur, scénariste, réalisateur et producteur de films américain. 
Il est aussi connu sous les noms de Davis freeman, Col. Dave Friedman, David Friedman, M. David F. Friedman, David Mason, Davis Mason, Herman Traeger, Herman Träger.
Il meurt le 14 février 2011 à 87 ans.

## Filmographie partielle

### Producteur
- 1965 : Color Me Blood Red de Herschell Gordon Lewis
- 1967 : She Freak (en) de Byron Mabe
- 1969 : Le Camp spécial no 7 (Love Camp 7) de Lee Frost (en)
- 1969 : Les Aventures amoureuses de Robin des Bois (The Ribald Tales of Robin Hood) de Richard Kanter et Erwin C. Dietrich
- 1970 : Le Livre érotique de la jungle (en) (Trader Hornee) de Jonathan Lucas
- 1971 : Voluptés nordiques (Siegfried und das sagenhafte Liebesleben der Nibelungen) de lui-même et Adrian Hoven
- 1972 : Les Chevauchées amoureuses de Zorro (The Erotic Adventures of Zorro) de Robert Freeman
- 1972 : La Vie intime du Dr. Jekyll (it) (The Adult Version of Jekyll & Hide) de Lee Raymond
- 1975 : Ilsa, la louve des SS (Ilsa: She Wolf of the SS) de Don Edmonds (de)
- 2002 : Orgie sanglante 2 (Blood Feast 2:All u can eat) de Herschell Gordon Lewis
- 2005 : 2001 Maniacs de Tim Sullivan

### Acteur
- 1969 : Le Camp spécial no 7 (Love Camp 7) de Lee Frost (en)
- 1997 : Le Loup-garou de Paris (An American Werewolf in Paris) d'Anthony Waller
- 2002 : Orgie sanglante 2 (Blood Feast 2:All u can eat) de Herschell Gordon Lewis
- 2003 : Charlie and Sadie de Donald Farmer
- 2005 : 2001 Maniacs de Tim Sullivan

### Réalisateur
- 1971 : Voluptés nordiques (Siegfried und das sagenhafte Liebesleben der Nibelungen) coréalisé avec Adrian Hoven